# Treprostinil
Treprostinil (Remodulin, Tivaso) je sintetički analog prostaciklina (PGI2).

## Klinička farmakologija
Glavni efekat treprostinila je vazodilatacija arterija u plućima. Treprostinil takođe inhibira agregaciju trombocita.

## Literatura
- Remodulin Full Prescribing Information US Patent No. 5,153,222
- UT_OpinVEvid_FEB09v.1
- Cost-minimization analysis of treprostinil vs. epoprostenol as an alternate to oral therapy nonresponders for the treatment of pulmonary arterial hypertension  L. Narine, L. K. Hague, J. H. Walker, C. Vicente, R. Schilz, O. Desjardins, T. R. Einarson and M. Iskedjian

## Spoljašnje veze
|  | Molimo Vas, obratite pažnju na važno upozorenje u vezi sa temama iz oblasti medicine (zdravlja). |